# Voto em branco
O voto em branco, ou Voto Branco, é dado quando o eleitor não especifica na cédula o candidato a ser votado ou, no caso da urna eletrônica brasileira, quando se aperta a tecla "branco", em vez do número do candidato, e o voto é assim confirmado.
De acordo com o Glossário Eleitoral do Tribunal Superior Eleitoral (TSE) do Brasil, o voto em branco é aquele em que o eleitor não manifesta preferência por nenhum dos candidatos.

## No Brasil
Antes da Constituição de 1988, diferentemente do voto nulo, o voto em branco era considerado válido e era contabilizado para o candidato vencedor. Por isso, o voto branco era tido como um voto de conformismo, por meio do qual o eleitor se mostrava satisfeito com o candidato que vencesse as eleições. Já o voto nulo entrava para as estatísticas dos votos não válidos, sendo considerado um "voto de protesto".
Após a Constituição de 1988, a situação mudou, já que ela diz: "Art. 2º Será considerado eleito o candidato a Presidente ou a Governador que obtiver a maioria absoluta de votos, não computados os em branco e os nulos." & "Art. 3º Será considerado eleito Prefeito o candidato que obtiver a maioria dos votos, não computados os em branco e os nulos.". Entretanto, não diz nada a respeito dos votos para Senador, Deputado Federal, Deputado Estadual, Deputado Distrital e Vereador dar-se-ão. Desta forma, conforme a lei Nº 9.504, de 30 de setembro de 1997, o voto em branco passou a ser registrado apenas para fins estatísticos, não sendo, desta forma, computado para o candidato ou partido político que esteja em vantagem na quantidade do número total de votos. Sendo assim, tanto os votos em branco como os votos nulos não possuem validade de seleção de candidatos em si.
Quando o voto era registrado em papel, para votar em branco bastava não assinalar a cédula de votação, deixando-a vazia. Com a introdução da urna eletrônica brasileira, basta que se aperte a tecla "branco" para votar em branco. Distingue-se do voto nulo, pois nesse se digita um número inexistente. Não há, entretanto, qualquer diferença prática do voto em branco com o nulo na eleição, uma vez que ambos não são considerados votos válidos para efeitos da contagem de votos.

### Peso do Voto em Branco
Atualmente, vigora no pleito eleitoral brasileiro o princípio da maioria absoluta de votos válidos, conforme a Constituição Federal e a Lei das Eleições. Este princípio considera apenas os votos válidos, que são os votos nominais e os de legenda, para os cálculos eleitorais, desconsiderando os votos em branco e os nulos. A contagem dos votos de uma eleição está prevista na Constituição Federal de 1988 que diz: "é eleito o candidato que obtiver a maioria dos votos válidos, excluídos os brancos e os nulos". 
Ou seja, os votos em branco e os nulos simplesmente não são contados. 

## Em Portugal
Em Portugal, o voto em branco é o voto sem marcação da escolha do eleitor, considerando-se votos brancos, todos os boletins de voto que não ostentam nenhum tipo de rasgo ou de marca escrita, seja uma cruz, um risco, uma assinatura ou desenho. Desta forma, o eleitor pretende rejeitar os candidatos e/ou os partidos, todavia, não o regime representativo. Poderá significar que, caso houvesse outros candidatos poderia votar neles. Retira a legitimidade “moral” ao órgão legislativo - e executivo - eleito, mas não retira a legitimidade jurídica e política. Em Portugal este voto não é relevante para a contagem dos votos expressos na eleição presidencial, não tendo influência no apuramento do resultado destas eleições.

## Ligações externas

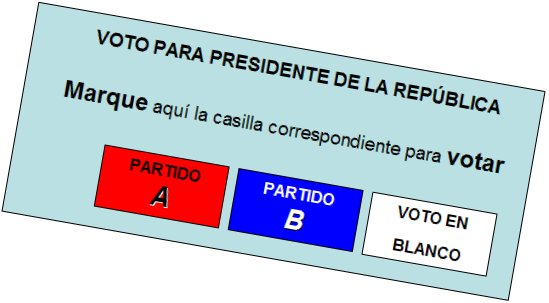
Estilo de boletim de voto da Colômbia. O voto em branco aparece como uma alternativa similar à dos candidatos.